# ناحية الهول
ناحية الهول إحدى نواحي سوريا تتبع إداريّاً لمحافظة الحسكة منطقة الحسكة ومركزها بلدة الهول، بلغ تعداد سكان الناحية 14,804 نسمة حسب التعداد السكاني لعام 2004.

## بلدات وقرى ناحية الهول

### أ
- أبو حجيرة خواتنة
- أبو وشاش
- الهول
- الخان
- المتصرفية
- النفايل
- أم فكيك
- الصاوي

### ب
- بوثة شرقية

### ت
- تل الهوى

### ذ
- ذي قار

### ج
- جنبة شرقي
- جنبة وسطى

### خ
- خاتونية بحرة
- خويتلة حمود
- خويتلة الخان

### ض
- ضلالة

### ع
- عطشانة

### غ
- غزالة

### ق
- قطارة

### م
- مزرعة الهول الغربية

### ن
- نزيلة